# Ostfriedhof Essen

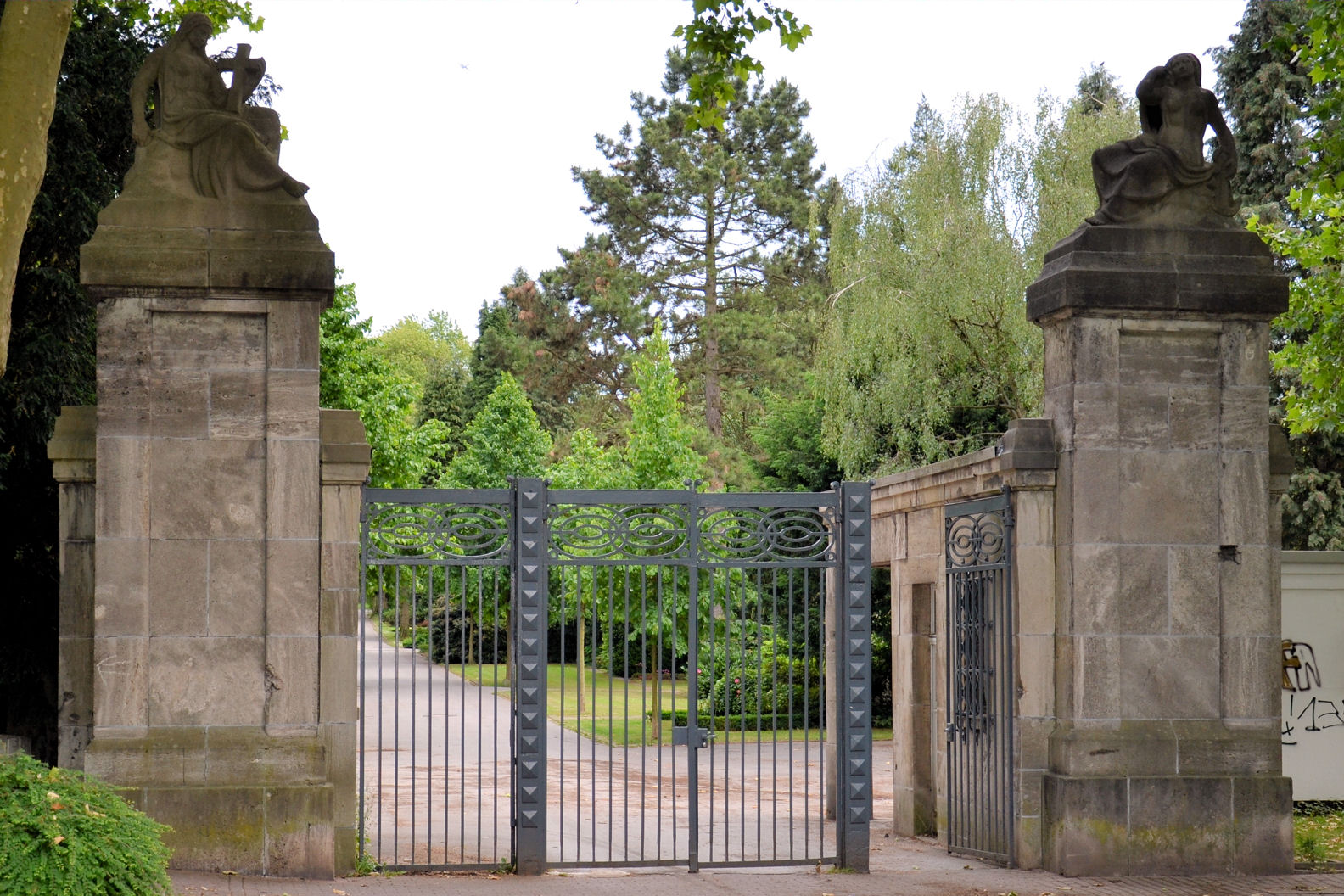
Hauptportal nach einem Entwurf des Essener Architekten Edmund Körner

Der kommunale Essener Ostfriedhof befindet sich nahe der Essener Innenstadt am südöstlichen Rand des Stadtteiles Südostviertel. Er beherbergt unter anderem alte Gräber  stadtgeschichtlicher Persönlichkeiten, die großenteils vom aufgelassenen Friedhof am Kettwiger Tor umgebettet wurden.

## Geschichte und Charakter
Der Ostfriedhof, das Areal war zuvor im Besitz der Familie Brünglinghaus, wurde 1893 innerhalb eines Wohngebietes und mit der deshalb heute noch gleichen Fläche von etwa 8,5 Hektar angelegt, wobei er etwa 1200 Gräbern Platz bietet. Die erste Bestattung fand am 29. September 1895 statt.
1910 wurde sein nordwestliches Hauptportal an der Saarbrücker Straße nach einem Entwurf des Essener Architekten Edmund Körner errichtet, das nach schweren Schäden aus dem Zweiten Weltkrieg in vereinfachter Form wieder aufgebaut wurde. Es besteht aus zwei rund fünf Meter hohen Steinsäulen, die das eiserne Tor tragen. Auf den Säulen sitzen Steinskulpturen, die einerseits die Trauer und andererseits die Hoffnung symbolisieren. Von außen gesehen hinter und in den beiden Säulen befindet sich je ein Raum, von denen einer früher von der Friedhofsverwaltung genutzt wurde und im anderen ein Sargwagen untergebracht war, der dem Transport des Sarges zur Grabstätte diente. Von August 2017 bis Ende 2017 wurden die Steinsäulen saniert und die beiden Räume mit neuen Türen und Fenstern bestückt. Die Kosten von rund 20.000 Euro übernahm die Stiftung zur Verschönerung der Stadt Essen. Weitere 6000 Euro stellte die Stiftung im Sommer 2018 zur Verfügung. Die beiden Räume wurden von innen renoviert und werden heute als Abstellräume genutzt.
Neben dem Hauptportal an der Saarbrücker Straße hat der Ostfriedhof vier weitere Eingänge: einen an der Saarbrücker Straße, einen am Elisabeth-Krankenhaus am Klara-Kopp-Weg und zwei in der Herwarthstraße. Die Grenzen des Friedhofs bilden die Saarbrücker Straße im Norden, die Schinkelstraße im Westen, die Ruhrallee und der Klara-Kopp-Weg im Süden sowie die Herwarthstraße im Osten. Mit seinem alten Baumbestand gilt der Friedhof als Parkanlage innerhalb der Großstadt. Die Wege auf der Friedhofsfläche sind rechtwinklig angelegt. Im Schnittpunkt der beiden Hauptwege steht ein mehrere Meter hohes Wegkreuz. Ein Hauptweg führt vom Hauptportal im Nordwesten nach Südosten, der andere von der Friedhofskapelle im Nordosten nach Südwesten. Der nordöstliche Friedhofsteil bietet große Grabflächen im Gegensatz zum von mehreren kleinen Wegen durchzogenen, südwestlichen Bereich mit kleineren Reihengräbern.

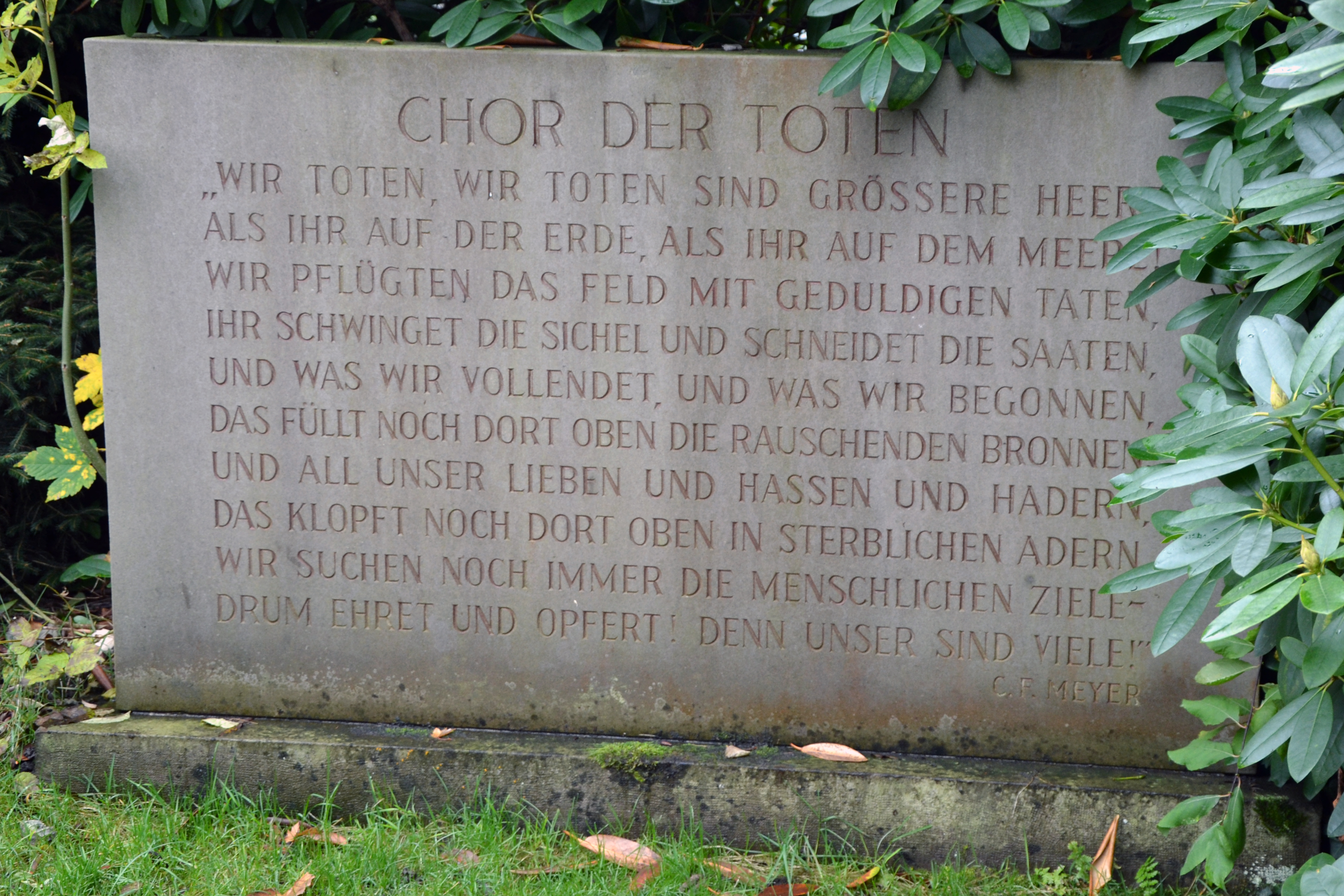
Eingangstein zum Grabfeld 5 mit dem „Chor der Toten“

1955 wurden etwa 150 Gräber vom aufgelassenen Friedhof am Kettwiger Tor auf den Ostfriedhof überführt. Der bereits 1827, als erste kommunale Begräbnisstätte außerhalb der Essener Stadtmauer, vor dem Kettwiger Stadttor, angelegte Friedhof musste dem Bau des Ruhrschnellwegs, der heutigen Bundesautobahn 40, weichen. Zur bevorstehenden Umbettung wurden grundsätzlich alle Familien von der Stadt Essen angeschrieben und angefragt, ob und wie sie der Umbettung der Gräber zustimmten. Zudem musste die Stadt die Angehörigen nach Unterlagen fragen, denn die städtischen Unterlagen zum Friedhof am Kettwiger Tor gingen alle im Zweiten Weltkrieg verloren. Schließlich wurden alle Gräber umgesetzt, auch einige ohne eigenes Grab, gesammelt an einem bestimmten Bereich des Grabfeldes. Die eigens hergerichteten Grabfelder 5 und 6 des Ostfriedhofes, die, früher mit Reihengräbern belegt, im Zweiten Weltkrieg zerstört worden waren, nahmen einen Großteil der Grabmäler auf. Diese wurden ohne ihre einst vorhandenen Einfriedungen überwiegend lose verteilt auf der Wiese angelegt. Damit sollte der parkähnliche Charakter des Friedhofes am Kettwiger Tor hier wieder hergestellt werden. Wenige dieser Familiengräber werden bis heute weiter mit Nutzungsrechten geführt. An einem Eingang zum Grabfeld 5 wurde eine Steinplatte aufgestellt, auf der der lyrische Chor der Toten des schweizerischen Dichters Conrad Ferdinand Meyer eingraviert ist. Neben den unten aufgelisteten, umgebetteten Persönlichkeiten gibt es einen Erinnerungsstein an die katholische und evangelische Geistlichkeit, die beiderseits des Eingangstores des Friedhofes am Kettwiger Tor lag.
Auf dem Grabfeld 5 befindet sich ein Bereich mit Gräbern katholischer Geistlicher, die hierhin umgebettet wurden, wie der Theologe Peter Beising, aber auch in jüngerer Zeit noch hier beigesetzt wurden. Auf einer Steinsäule befand sich über dem Gräberfeld eine 1961 errichtete, etwa lebensgroße Darstellung des guten Hirten, die im April 2013 von Metalldieben gestohlen wurde. An anderer Stelle des Grabfeldes 5 steht das 1980 anhand alter Fotografien neu errichtete Grabkreuz des letzten höheren Hofbeamten des Damenstiftes Essen, Clemens Alexander Freiherr von Asbeck.

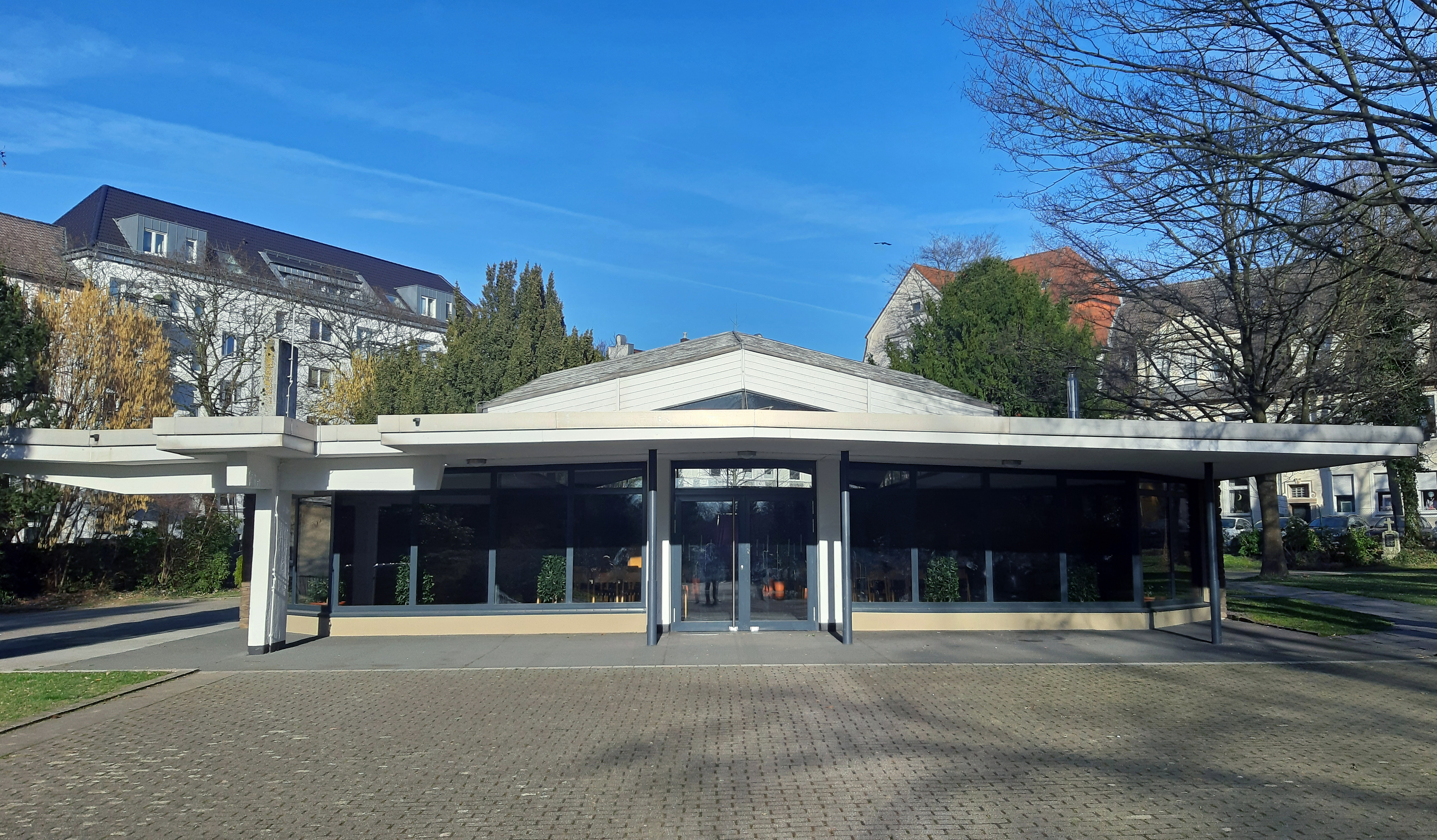
Andachtshalle, erbaut 1957

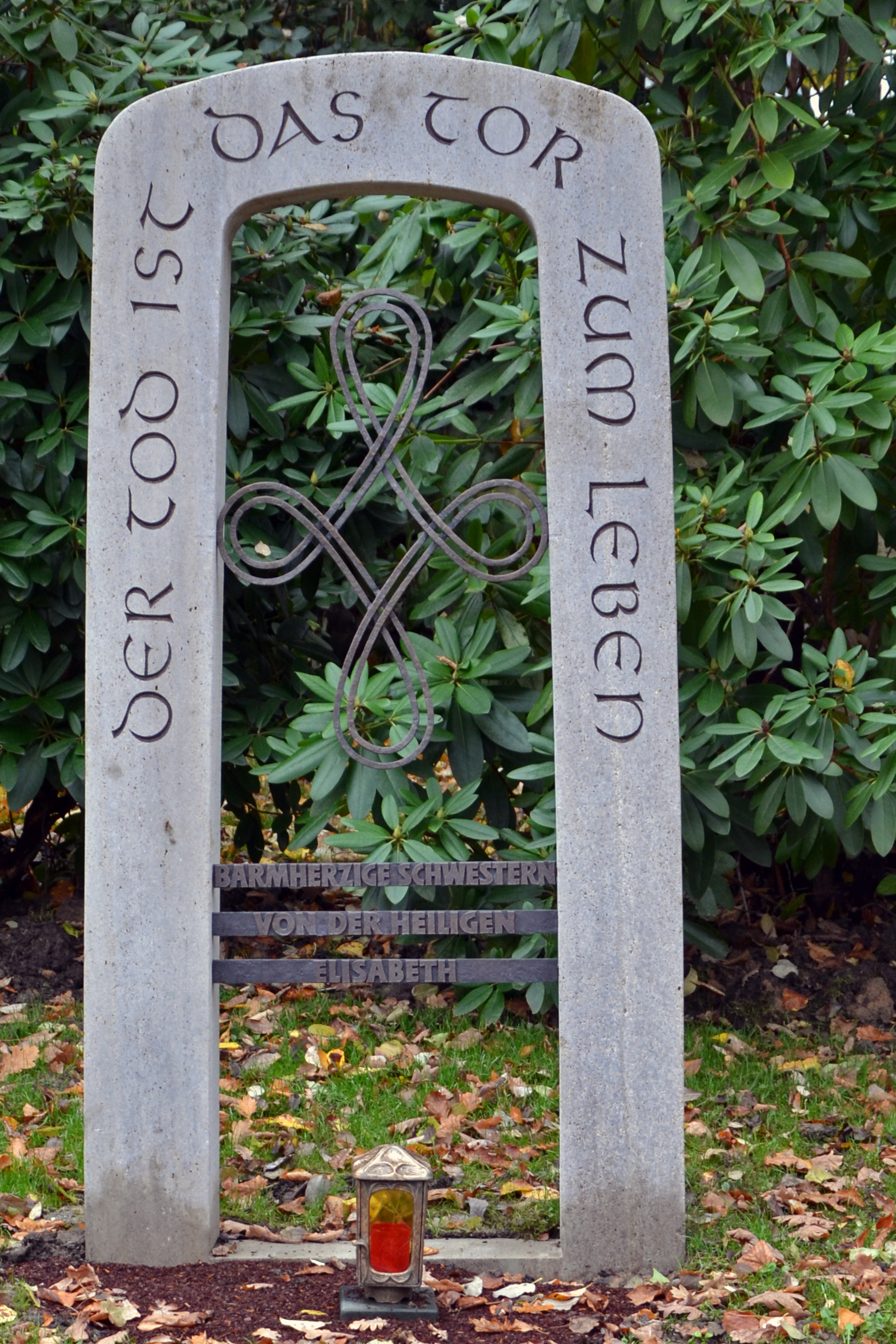
Legat-Grab des Ordens der Schwestern von der hl. Elisabeth

Am Rande des Ostfriedhofes, an der Grenze zum Elisabeth-Krankenhaus, liegt ein Grabfeld für ungeborenes Leben und verstorbene Säuglinge des Krankenhauses. Unweit liegt das Gräberfeld des Ordens der Schwestern von der hl. Elisabeth. Aufgrund dessen, dass der Orden klein geworden ist, und damit die Pflege der Grabstätte nicht mehr durch den Orden aufrechterhalten werden kann, wurde 2015 ein Legat-Grab, ein zum Ehrengrab umgestalteter Grabstein errichtet. Nahe der Saarbrücker Straße befindet sich eine Grabstätte des Franziskanerklosters an der Heilig-Kreuz-Kirche im Südostviertel. Angrenzend liegt eines der ersten privaten Gemeinschaftsgräber. Es ist das des katholischen Gesellenvereins Essen-Ruhr, der heutigen Kolpingfamilie.
Am nordöstlichen Rand ersetzt die heutige, 1957 nach Plänen des Essener Architekturbüros Kölsch & Kölsch fertiggestellte Friedhofskapelle die alte im Zweiten Weltkrieg zerstörte. Sie war 1897 mit angrenzender Leichenhalle nach Plänen von Edmund Körner errichtet worden, womit sie das erste Gebäudeensemble dieser Art auf einem Essener Friedhof darstellte.

## Gräber von Persönlichkeiten (Auswahl)

### Umgebettet vom Friedhof am Kettwiger Tor
- Gottschalk Diedrich Baedeker – Gründer des G. D. Baedeker Verlags, städtisches Ehrengrab[5]
- Diedrich Gottschalk Baedeker – ab 1903 Alleininhaber des G. D. Baedeker Verlags, städtisches Ehrengrab[5]
- Alfred Baedeker – Verlagsbuchhändler, ab 1922 Alleininhaber des G. D. Baedeker Verlags
- Julius Baedeker – Verleger, Buchhändler und Redakteur
- Peter Beising – katholischer Theologe und Ehrenbürger der Stadt Essen
- Richard Bömke – Kommerzienrat, Mitglied und Vorsitzender des Aufsichtsrats der Zeche Friedrich der Große und der Essener Credit-Anstalt sowie Essener Stadtverordneter
- Otto Budde – Angehöriger des Krupp-Direktoriums, Leiter des Kanonenressorts
- Carl Funke – Industrieller, Geheimer Kommerzienrat, in gemeinsamer Familiengruft mit dem Bauunternehmer und Stadtverordneten Johann Wilhelm Schürenberg
- Friedrich Funke – Industrieller, Kommerzienrat
- Fritz Funke – Bauunternehmer, Industrieller und Stadtverordneter
- Friedrich Grillo – Großindustrieller
- Gustav Hache – Oberbürgermeister der Stadt Essen, städtisches Ehrengrab[5]
- Heinrich Heintzmann – Geheimer Bergrat, Stadtrat und Direktor der Gesellschaft Verein
- Ewald Hilger – Bergwerksdirektor und Geheimer Bergrat
- Familie Ernst Honigmann, Enkel des Markscheiders und Bergamtsdirektors Johann Ehrenfried Honigmann, der 1803/1804 den Honigmann’schen Stadtplan, die erste topographische Karte der damaligen Stadt Essen entwarf
- Heinrich Arnold Huyssen – Industrieller und Bürgermeister der Stadt Essen
- Adolf Knaudt und Carl Julius Schulz – die beiden Gründer des Unternehmens Schulz-Knaudt
- Otto Knaudt, Sohn von Adolf Knaudt, Ingenieur, Unternehmer, Stadtverordneter
- Johann Conrad Kopstadt – Dritter Essener Bürgermeister aus der Familie Kopstadt
- Edmund Lührmann – Essener Mäzen, städtisches Ehrengrab[5]
- Albert Müller – Bankier, Stadtverordneter und Geheimer Kommerzienrat
- Wilhelm Nedelmann – Kaufmann, Stadtrat, Musiker und Komponist, Gründer des Essener Musikvereins, des heutigen Philharmonischen Chors Essen
- Felix Rauter – Unternehmer, Stadtverordneter, Kommerzienrat
- Konrad Ribbeck – einer der ersten Essener Stadthistoriker, Stadtarchivar
- Johann Wilhelm Schürenberg, Bauunternehmer, Industrieller, Stadtverordneter
- Heinrich Carl Sölling – Essener Mäzen und Ehrenbürger der Stadt Essen, städtisches Ehrengrab[5]
- Theodor Wilhelm Varnhorst – Bürgermeister von 1804 bis 1808, städtisches Ehrengrab[5]
- Erich Zweigert – Oberbürgermeister der Stadt Essen, städtisches Ehrengrab[5]

### Hier bestattete Persönlichkeiten
- Franz Arens – Essener Kommunalpolitiker und Geschichtsforscher
- Gustav Beckmann – Musikdirektor, Gründer des Essener Bachchores
- Ludwig von Born – Bankier, Unternehmer
- Wilhelm Busch – Prediger und Schriftsteller
- Just Dillgardt – Lokalpolitiker (NSDAP), Verbandsfunktionär und Konzernmanager
- Fritz Funke – Aufsichtsratsvorsitzender der Essener Actien-Bierbrauerei, der späteren Stern-Brauerei
- Karl Friedrich (Artur) Koenig – Bürgermeister von 1873 bis 1906, städtisches Ehrengrab[5]
- Joseph Hoeren – Bürgermeister von Stoppenberg
- Carl Hundhausen – Kommunikationsmanager und -berater, Wegbereiter der Public Relations
- Diether Krebs – Schauspieler
- Leo Norpoth – Mediziner und Medizinhistoriker
- Hans Piekenbrock – Generalleutnant im Zweiten Weltkrieg
- Diether Posser – Politiker
- Maria Rust – Stifterin
- Jacob Stauder – Brauer, holte die Privatbrauerei Jacob Stauder 1888 nach Altenessen
- Wilhelm Weigle – Pfarrer und Gründer des evangelischen Weigle-Hauses, städtisches Ehrengrab[5]
- Mary Wigman – Tänzerin und Choreographin
- Friedrich Wolff – Oberstadtdirektor (1957–1963), Mitglied des Parlamentarischen Rates

Grabmale (Auswahl)
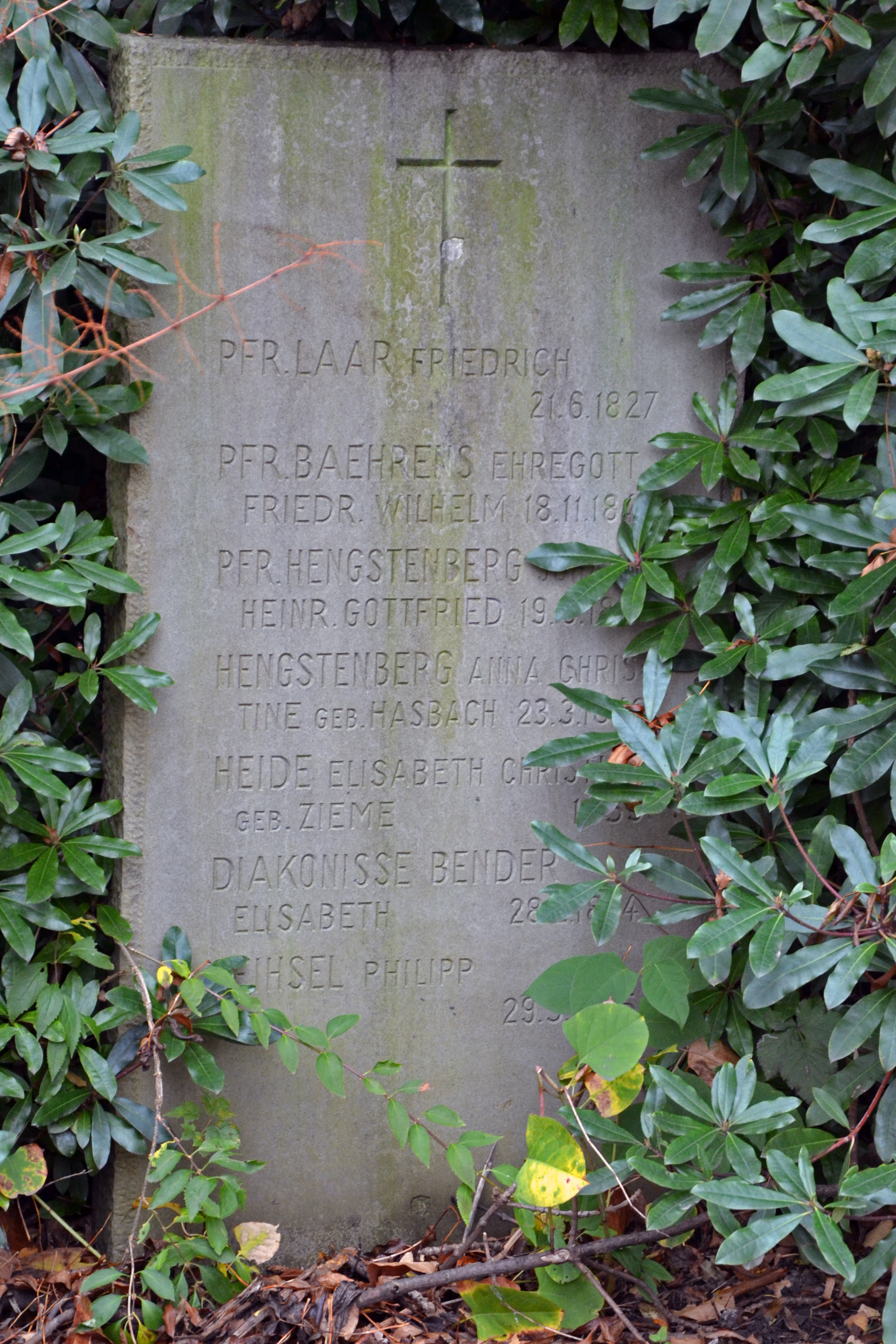
Gedenkstein an die beigesetzte Geistlichkeit am Kettwiger Tor
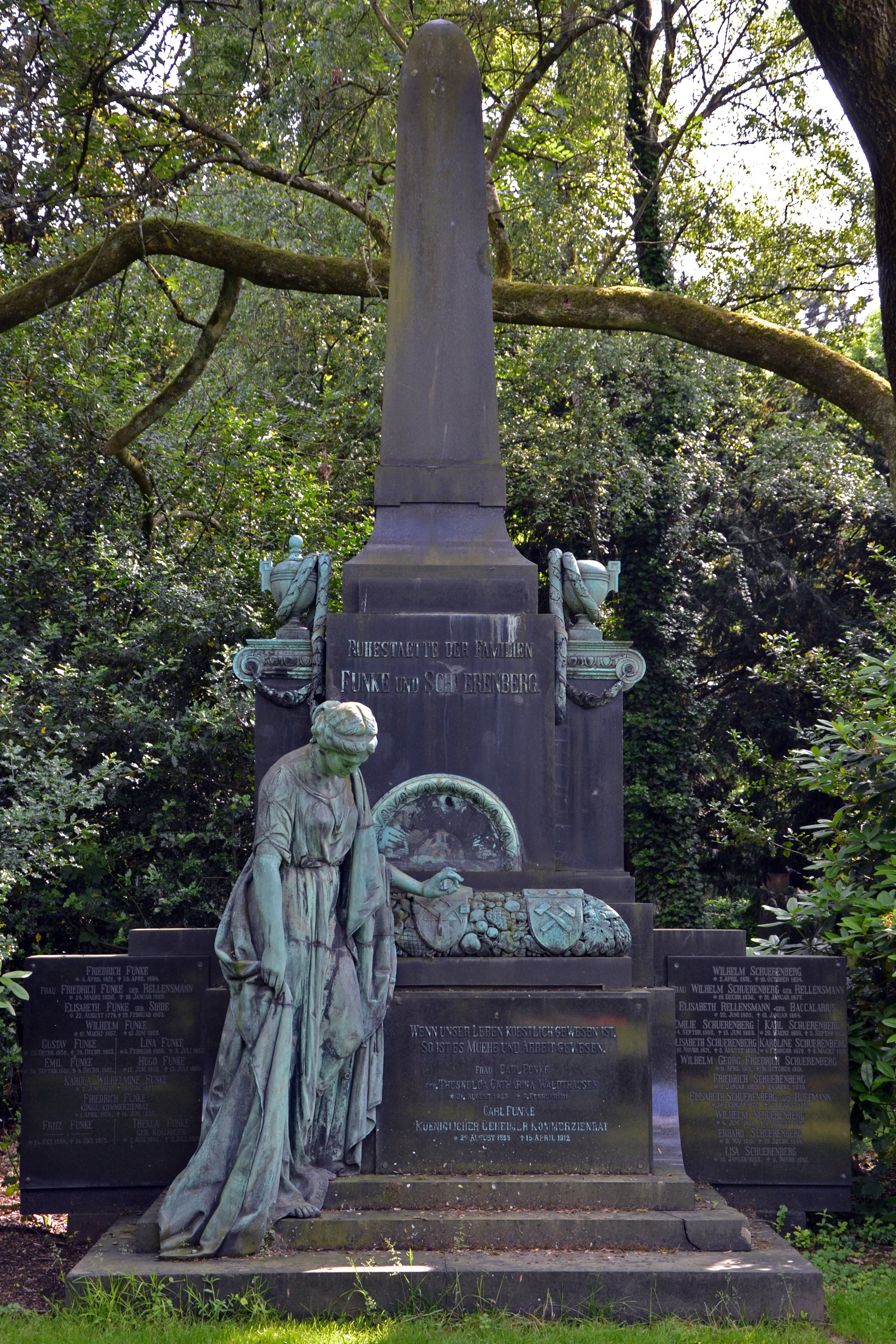
Familiengruft Funke und Schürenberg, Unternehmer
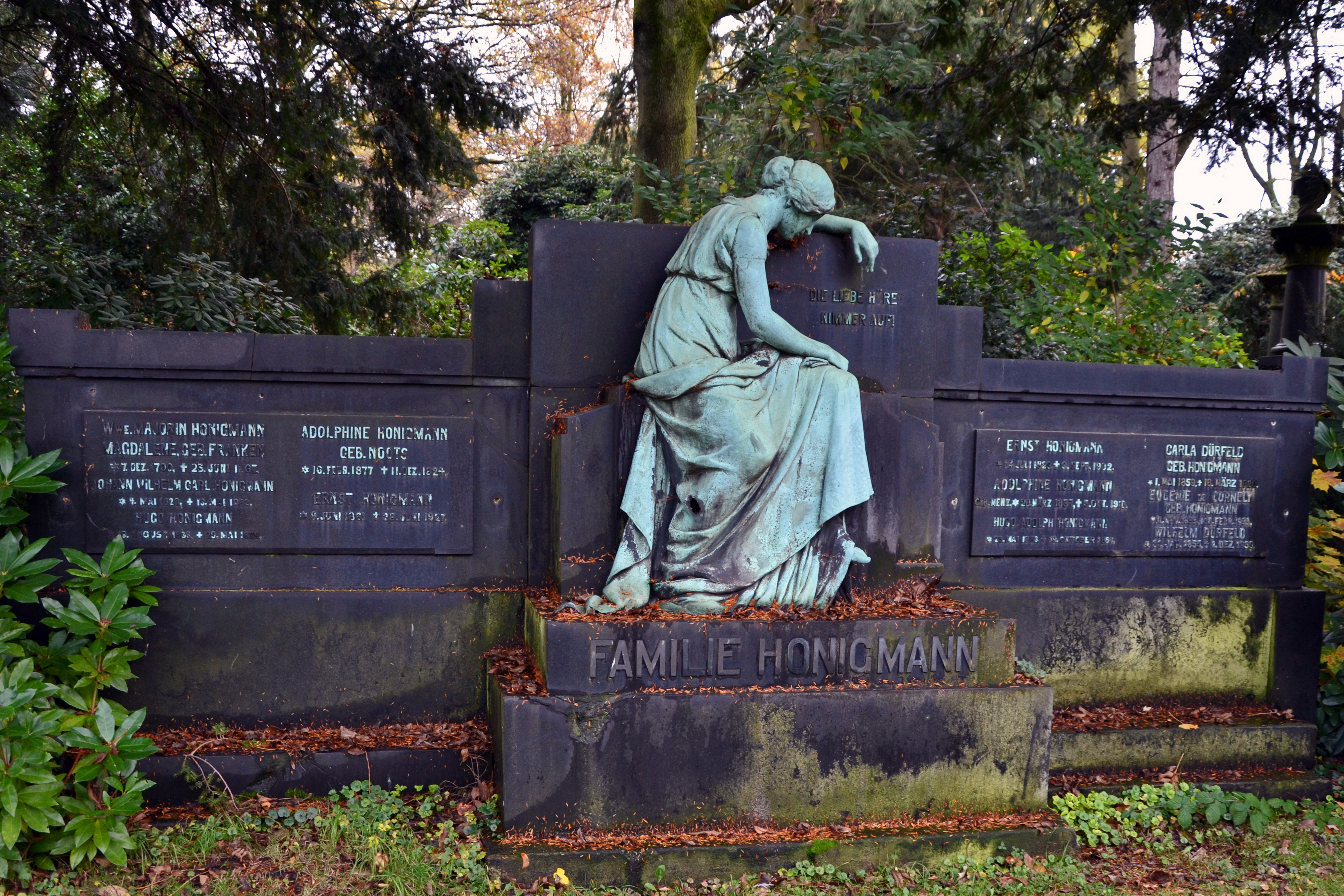
Familie Honigmann
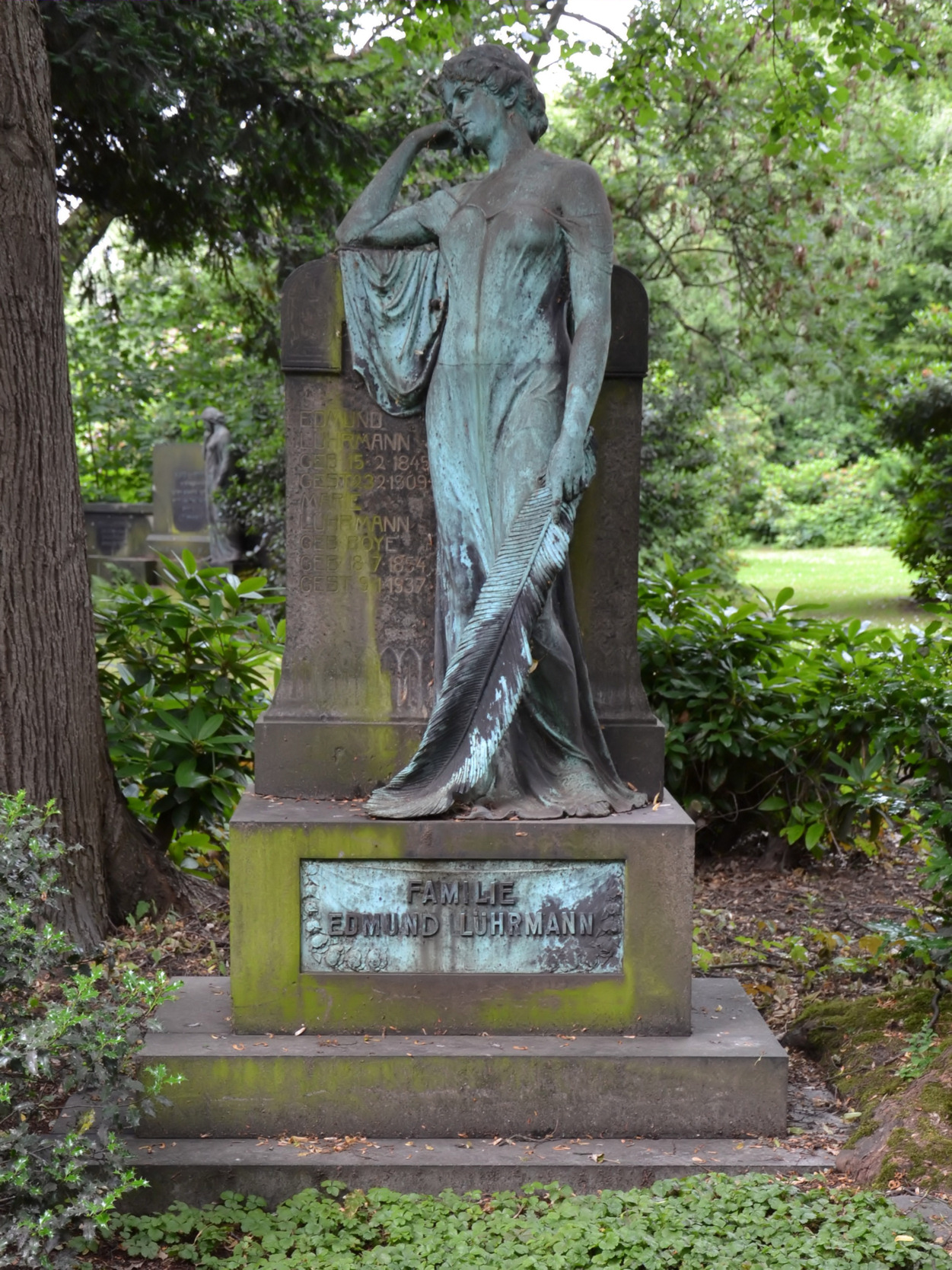
Edmund Lührmann, Mäzen, städtisches Ehrengrab
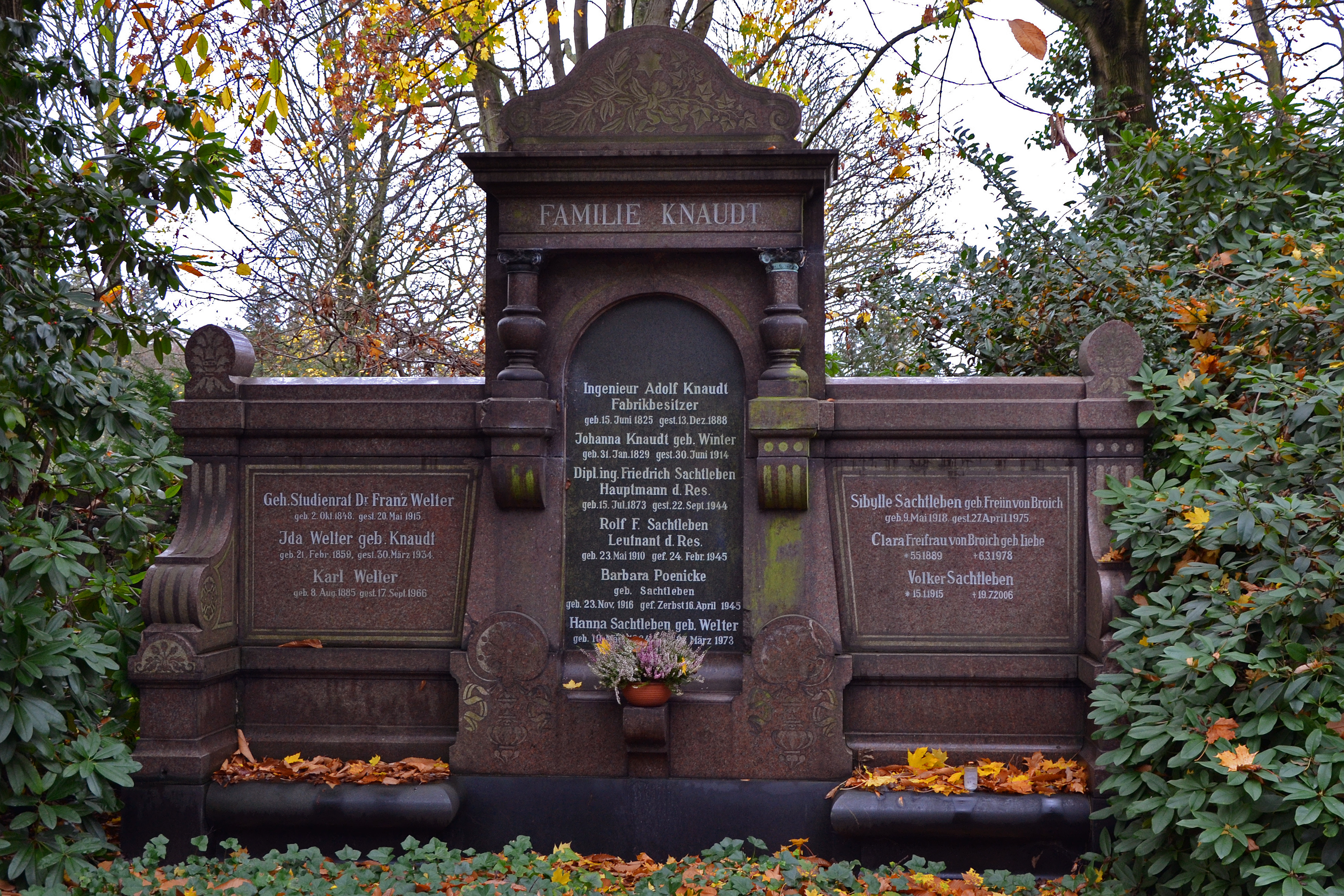
Adolf Knaudt, Unternehmensgründer
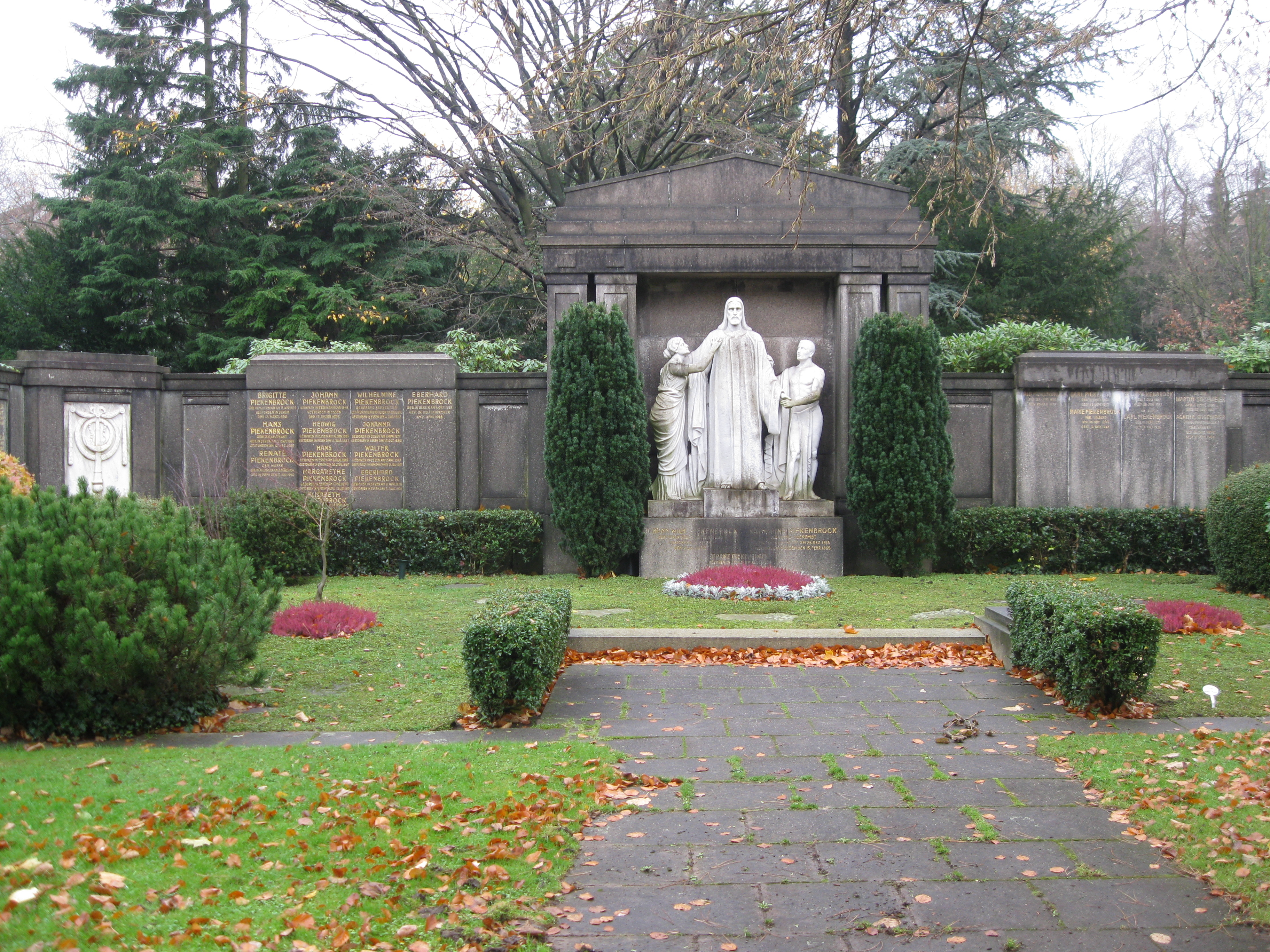
Hans Piekenbrock, Generalleutnant, Grabskulpturen von Gustav Rutz (1911)
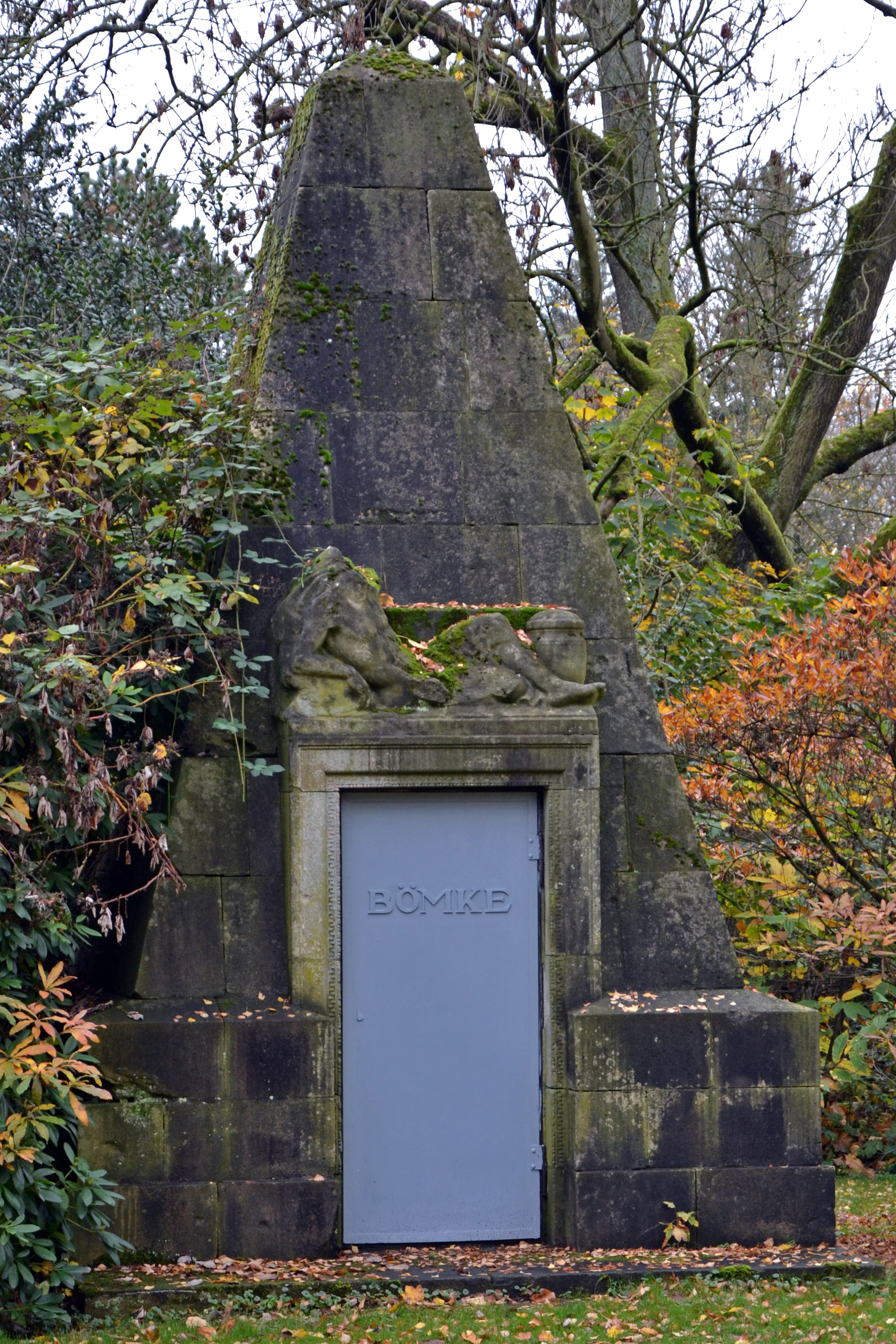
Richard Bömke, Kommerzienrat, begehbare Gruft
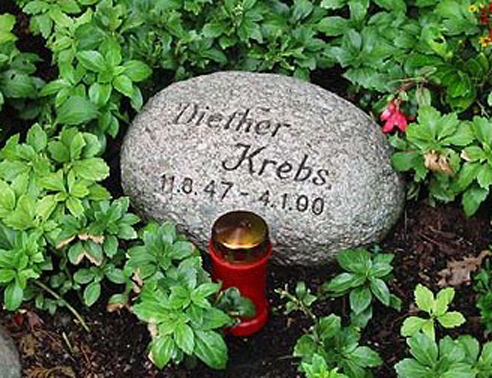
Diether Krebs